# Anaplectoidea saundersi
Anaplectoidea saundersi är en kackerlacksart som beskrevs av Hanitsch 1928. Anaplectoidea saundersi ingår i släktet Anaplectoidea och familjen småkackerlackor. Inga underarter finns listade i Catalogue of Life.